# Světová potápěčská konfederace

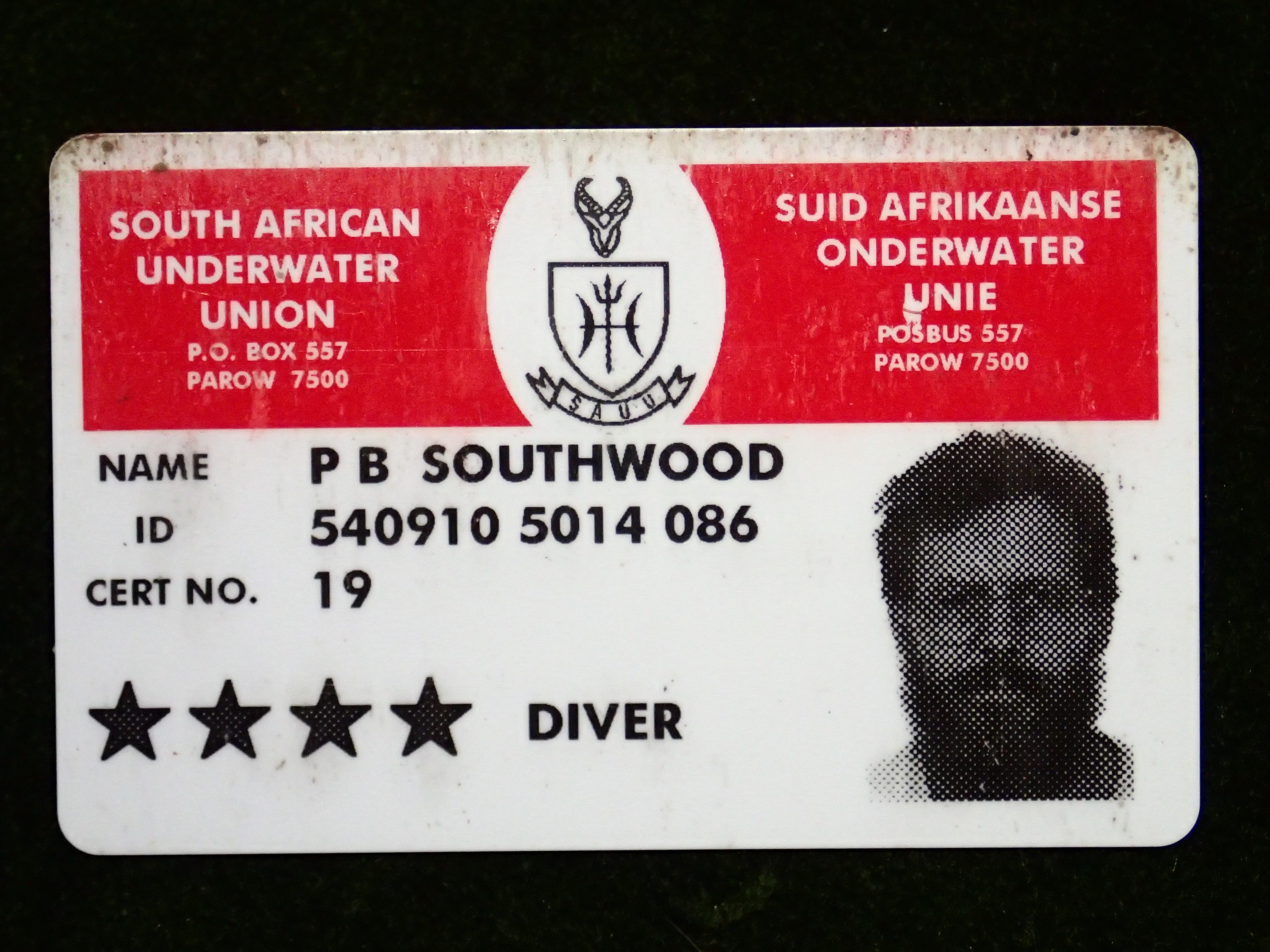
Hvězdičkový systém na kartě jihoafrického potápěče

Světová potápěčská konfederace (anglicky World Underwater Federation, francouzsky Confédération Mondiale des Activités Subaquatiques) je mezinárodní organizace pro řízení výzkumných potápěčských aktivit, rekreačního potápění (volné potápění, šnorchlování, přístrojové potápění) i podvodních sportů (aquathlon, ploutvové plavání, podvodní fotbal, podvodní hokej, podvodní ragby atp.). Konfederace byla založena roku 1959 v Monaku, sídlo má v italském Římě. Klíčovou osobností počátku konfederace byl Jacques-Yves Cousteau, který byl též jejím prvním prezidentem. Významnou rolí konfederace je standardizace výukových metod potápění a certifikace trenérů (tříhvězdičkový systém) a adeptů (čtyřhvězdičkový systém). Členem konfederace je 130 národních potápěčských sdružení (nemusí být za jednu zemi jen jedno). Za Českou republiku je to Svaz českých potápěčů.